# Echinothambema aculeata
Echinothambema aculeata là một loài chân đều trong họ Echinothambematidae. Loài này được Mezhov miêu tả khoa học năm 1981.